# 松下武史
松下 武史（まつした たけし）は日本のミュージカル俳優。東京都出身。東京芸術大学卒業、同大学院修了。

## 来歴
1967年より、東京芸術大学在学中に宮川睦子の指導する「こんにゃく体操ゼミ」に第3期生として参加、1971年の大学院修了とともにオペラ小劇場こんにゃく座の創立に参加する。1982年には第18回日伊声楽コンコルソに出場し、テノールとして第1位を獲得した。
1990年より劇団四季に入団。「ウィキッド」（オズの魔法使い役）など、多くの劇団四季ミュージカルに出演している。同作は2014年に182万人動員、2000回公演のロングランとなった。また「人間になりたがった猫」では猫ライオネルの主人ステファヌスを演じている。
その他「ウエスト・サイド物語」のドック、「リトル・マーメイド」のグリムスビー、「美女と野獣」のモリース、「クレイジー・フォー・ユー」のエベレット・ベイカーなど。

## 人物
趣味は落語鑑賞で桂米二と親交がある。

## DVD
- 『劇団四季 人間になりたがった猫』ステファヌス博士:松下武史、ライオネル:上川一哉（NHKエンタープライズ・2009年）